# Persone di nome Helmut
| Questa pagina contiene informazioni ricavate automaticamente dalle voci biografiche con l'ausilio del template Bio e di un bot. L'aggiornamento è periodico e automatico e ricostruisce completamente la pagina. Se manca una persona in questa lista, sei pregato di non aggiungerla, ma accertati piuttosto che la sua voce biografica contenga il template Bio e che i dati anagrafici siano correttamente compilati. Se il template Bio manca, inseriscilo tu stesso o, in alternativa, metti l'avviso {{tmp\|Bio}} che ne segnala la mancanza. Se i dati riportati sono sbagliati, correggi direttamente la voce biografica; le modifiche saranno visibili in questa lista entro pochi giorni. Per chiarimenti vedi il progetto antroponimi. La lista contiene solo le 127 persone che sono citate nell'enciclopedia e per le quali è stato implementato correttamente il template Bio. Pagina aggiornata al 16 ott 2024. |

Questa è una lista di persone presenti nell'enciclopedia che hanno il prenome Helmut, suddivise per attività principale.

## Allenatori di calcio(1)
- Helmut Senekowitsch, allenatore di calcio e calciatore austriaco (Graz, n. 1933 - Klosterneuburg, † 2007)

## Allenatori di hockey su ghiaccio(1)
- Helmut de Raaf, allenatore di hockey su ghiaccio, dirigente sportivo e ex hockeista su ghiaccio tedesco (Neuss, n. 1961)

## Allenatori di sci alpino(1)
- Helmut Grassl, allenatore di sci alpino e ex sciatore alpino svedese (n. 1960)

## Arbitri di calcio(1)
- Helmut Kohl, arbitro di calcio austriaco (n. 1943 - † 1991)

## Architetti(2)
- Helmut Jahn, architetto tedesco (Zirndorf, n. 1940 - Campton Hills, † 2021)
- Helmut Swiczinsky, architetto austriaco (Posen, n. 1944)

## Artisti(2)
- Helmut Andexlinger, artista e medaglista austriaco (Haslach an der Mühl, n. 1973)
- Helmut Hirsch, artista e attivista tedesco (Stoccarda, n. 1916 - Berlino, † 1937)

## Attori(9)
- Helmut Bakaitis, attore tedesco (Lubań, n. 1944)
- Helmut Berger, attore e modello austriaco (Bad Ischl, n. 1944 - Salisburgo, † 2023)
- Helmut Dantine, attore austriaco (Vienna, n. 1918 - Beverly Hills, † 1982)
- Helmut Griem, attore tedesco (Amburgo, n. 1932 - Monaco di Baviera, † 2004)
- Helmut Hagen, attore tedesco (Judenburg, n. 1942)
- Helmut Qualtinger, attore, scrittore e drammaturgo austriaco (Vienna, n. 1928 - Vienna, † 1986)
- Helmut Weiss, attore, regista e sceneggiatore tedesco (Gottinga, n. 1907 - Berlino, † 1969)
- Helmut Zierl, attore e doppiatore tedesco (Meldorf, n. 1954)
- Helmfried von Lüttichau, attore, doppiatore e poeta tedesco (Hannover, n. 1956)

## Aviatori(3)
- Helmut Lent, aviatore tedesco (Pyrehne, n. 1918 - Paderborn, † 1944)
- Helmut Lipfert, aviatore tedesco (Lippelsdorf, n. 1916 - Einbeck, † 1990)
- Helmut Wick, aviatore tedesco (Mannheim, n. 1915 - La Manica, † 1940)

## Avvocati(1)
- Helmut Käser, avvocato svizzero (Langenau, n. 1912 - Küssnacht, † 1994)

## Botanici(1)
- Helmut Baumann, botanico tedesco (Gaildorf, n. 1937 - Stoccarda, † 2014)

## Calciatori(25)
- Helmut Benthaus, ex calciatore e allenatore di calcio tedesco (Herne, n. 1935)
- Helmut Faeder, calciatore tedesco (Großwoltersdorf, n. 1935 - Berlino, † 2014)
- Helmut Fottner, calciatore tedesco (Monaco di Baviera, n. 1927 - † 2009)
- Helmut Gabriel, ex calciatore tedesco (n. 1968)
- Helmut Haller, calciatore tedesco (Augusta, n. 1939 - Augusta, † 2012)
- Helmut Hauser, ex calciatore tedesco (Schopfheim, n. 1941)
- Helmut Jahn, calciatore tedesco (n. 1917 - † 1986)
- Helmut Kapitulski, ex calciatore tedesco (Dortmund, n. 1934)
- Helmut Kremers, ex calciatore tedesco (Mönchengladbach, n. 1949)
- Helmut Köglberger, calciatore austriaco (Steyr, n. 1946 - † 2018)
- Helmut Lausen, ex calciatore tedesco (n. 1952)
- Helmut Müller, ex calciatore tedesco orientale (Steinach, n. 1937)
- Helmut Nordhaus, calciatore tedesco orientale (Erfurt, n. 1922 - Erfurt, † 2014)
- Helmut Rahn, calciatore tedesco (Essen, n. 1929 - Essen, † 2003)
- Helmut Roleder, ex calciatore tedesco (Freital, n. 1953)
- Helmut Röpnack, calciatore tedesco (Läsikow, n. 1884 - † 1935)
- Helmut Sadlowski, calciatore tedesco (Duisburg, n. 1929 - † 2007)
- Helmut Schneider, calciatore tedesco (Altrip, n. 1913 - † 1984)
- Helmut Schön, calciatore e allenatore di calcio tedesco (Dresda, n. 1915 - Wiesbaden, † 1996)
- Helmut Schubert, calciatore tedesco (n. 1916 - † 1989)
- Helmut Schäfer, ex calciatore tedesco (Bonn, n. 1947)
- Helmut Sievert, calciatore tedesco (n. 1914 - † 1945)
- Helmut Stein, calciatore tedesco orientale (Aschersleben, n. 1942 - Erfurt, † 2022)
- Helmut Wartusch, calciatore austriaco (n. 1943 - † 1982)
- Helmut Winklhofer, ex calciatore tedesco (Fürstenzell, n. 1961)

## Canoisti(1)
- Helmut Oblinger, canoista austriaco (Schärding, n. 1973)

## Cantanti(2)
- Helmut Lotti, cantante e compositore belga (Gand, n. 1969)
- Helmut Wittek, cantante e tecnico del suono tedesco (n. 1973)

## Cestisti(1)
- Helmut Uhlig, cestista e allenatore di pallacanestro tedesco (Halle, n. 1942 - Osnabrück, † 2014)

## Ciclisti su strada(1)
- Helmut Wechselberger, ex ciclista su strada austriaco (Jerzens, n. 1953)

## Compositori(2)
- Helmut Eder, compositore e direttore d'orchestra austriaco (Linz, n. 1916 - Salisburgo, † 2005)
- Helmut Lachenmann, compositore tedesco (Stoccarda, n. 1935)

## Crittografi(1)
- Helmut Grunsky, crittografo e matematico tedesco (Aalen, n. 1904 - Würzburg, † 1986)

## Dirigenti sportivi(2)
- Helmut Marko, dirigente sportivo e ex pilota automobilistico austriaco (Graz, n. 1943)
- Helmut Schulte, dirigente sportivo e allenatore di calcio tedesco (Lennestadt, n. 1957)

## Disc jockey(1)
- DJ Hell, disc-jockey tedesco (Altenmarkt an der Alz, n. 1962)

## Economisti(2)
- Helmut Ettl, economista austriaco (Linz, n. 1965)
- Helmut Schlesinger, economista tedesco (Penzberg, n. 1924)

## Filosofi(1)
- Helmut F. Kaplan, filosofo austriaco (Salisburgo, n. 1952)

## Fotografi(2)
- Helmut Gernsheim, fotografo e storico tedesco (Monaco di Baviera, n. 1913 - Lugano, † 1995)
- Helmut Newton, fotografo tedesco (Berlino, n. 1920 - Los Angeles, † 2004)

## Ginnasti(1)
- Helmut Bantz, ginnasta tedesco (Spira, n. 1921 - Pulheim, † 2004)

## Ingegneri(1)
- Helmut Gröttrup, ingegnere tedesco (Colonia, n. 1916 - Monaco di Baviera, † 1981)

## Linguisti(1)
- Helmut Rix, linguista e etruscologo tedesco (Amberg, n. 1926 - Colmar, † 2004)

## Matematici(3)
- Helmut Hasse, matematico tedesco (Kassel, n. 1898 - Ahrensburg, † 1979)
- Helmut H. Schaefer, matematico tedesco (Großenhain, n. 1925 - Tubinga, † 2005)
- Helmut Wielandt, matematico tedesco (Schliengen, n. 1910 - Schliersee, † 2001)

## Militari(9)
- Helmut Bischoff, militare tedesco (Głogów, n. 1908 - Amburgo, † 1993)
- Helmut Hudel, ufficiale tedesco (Raunheim, n. 1915 - Francoforte sul Meno, † 1985)
- Helmut Knochen, militare tedesco (Magdeburgo, n. 1910 - Offenbach am Main, † 2003)
- Helmut Kunz, militare e criminale tedesco (Ettlingen, n. 1910 - Freudenstadt, † 1976)
- Helmut Looß, militare tedesco (Eisenach, n. 1910 - Lilienthal, † 1988)
- Helmut Rauca, militare tedesco (Falkenstein, n. 1908 - Kassel, † 1983)
- Helmut Rosenbaum, militare tedesco (Döbeln, n. 1913 - Costanza, † 1944)
- Helmut Scholz, militare polacco (Grodków, n. 1920 - Wanne-Eickel, † 1997)
- Helmut Wilberg, militare tedesco (Berlino, n. 1880 - Dresda, † 1941)

## Odontoiatri(1)
- Helmut Himpel, dentista tedesco (Schönau im Schwarzwald, n. 1907 - Berlino, † 1943)

## Organisti(2)
- Helmut Kickton, organista, direttore di coro e editore tedesco (Colonia, n. 1956)
- Helmut Walcha, organista, clavicembalista e compositore tedesco (Lipsia, n. 1907 - Francoforte sul Meno, † 1991)

## Pallamanisti(2)
- Helmut Berthold, pallamanista tedesco (Lipsia, n. 1911 - † 2000)
- Helmut Braselmann, pallamanista tedesco (Barmen, n. 1911 - Wuppertal, † 1993)

## Pallanuotisti(1)
- Helmut Schwenn, pallanuotista tedesco (Hannover, n. 1913 - Hannover, † 1983)

## Pattinatori artistici su ghiaccio(1)
- Helmut Seibt, pattinatore artistico su ghiaccio austriaco (Vienna, n. 1929 - † 1992)

## Pentatleti(1)
- Helmut Kahl, pentatleta tedesco (Berlino, n. 1901 - † 1974)

## Pesisti(1)
- Helmut Krieger, ex pesista polacco (Sławięcice, n. 1958)

## Piloti automobilistici(3)
- Helmut Kelleners, ex pilota automobilistico tedesco (Moers, n. 1939)
- Helmut Niedermayr, pilota automobilistico tedesco (Monaco di Baviera, n. 1915 - Christiansted, † 1985)
- Helmut Polensky, pilota automobilistico tedesco (Berlino, n. 1915 - Saint-Tropez, † 2011)

## Piloti motociclistici(4)
- Helmut Bradl, pilota motociclistico tedesco (Edenried, n. 1961)
- Helmut Dähne, pilota motociclistico tedesco (Altenmarkt im Pongau, n. 1944)
- Helmut Fath, pilota motociclistico tedesco (Ursenbach, n. 1929 - Heidelberg, † 1993)
- Helmut Kassner, pilota motociclistico tedesco (Dachau, n. 1946)

## Pittori(2)
- Helmut Kolle, pittore tedesco (Charlottenburg, n. 1899 - Chantilly, † 1931)
- Helmut Weitz, pittore e grafico tedesco (Düsseldorf, n. 1918 - Düsseldorf, † 1966)

## Politici(3)
- Helmut Kohl, politico e storico tedesco (Ludwigshafen am Rhein, n. 1930 - Ludwigshafen am Rhein, † 2017)
- Helmuth Markov, politico tedesco (Lipsia, n. 1952)
- Helmut Schmidt, politico e funzionario tedesco (Amburgo, n. 1918 - Amburgo, † 2015)

## Produttori televisivi(1)
- Helmut Ringelmann, produttore televisivo tedesco (Monaco di Baviera, n. 1926 - Grünwald, † 2011)

## Psicologi(1)
- Helmut Leder, psicologo tedesco (Bardenberg, n. 1963)

## Pubblicitari(1)
- Helmut Krone, pubblicitario statunitense (New York, n. 1925 - New York, † 1996)

## Registi(3)
- Helmuth Ashley, regista, direttore della fotografia e sceneggiatore austriaco (Vienna, n. 1919 - Monaco di Baviera, † 2021)
- Helmut Dietl, regista tedesco (Bad Wiessee, n. 1944 - Monaco di Baviera, † 2015)
- Helmut Käutner, regista, sceneggiatore e attore tedesco (Düsseldorf, n. 1908 - Castellina in Chianti, † 1980)

## Saltatori con gli sci(1)
- Helmut Recknagel, ex saltatore con gli sci e dirigente sportivo tedesco (Steinbach-Hallenberg, n. 1937)

## Scacchisti(1)
- Helmut Pfleger, scacchista tedesco (Teplice-Šanov, n. 1943)

## Sciatori alpini(5)
- Helmut Gstrein, ex sciatore alpino austriaco (n. 1960)
- Helmut Höflehner, ex sciatore alpino austriaco (Haus, n. 1959)
- Helmut Klingenschmid, ex sciatore alpino austriaco (n. 1954)
- Helmut Mayer, ex sciatore alpino austriaco (Feldkirchen in Kärnten, n. 1966)
- Helmut Wolf, sciatore alpino italiano (Bressanone, n. 1968 - Renon, † 2013)

## Scrittori(2)
- Helmut Heissenbüttel, scrittore e poeta tedesco (Rüstringen, n. 1921 - Glückstadt, † 1996)
- Peter Huchel, scrittore tedesco (Berlino, n. 1903 - Staufen im Breisgau, † 1981)

## Slittinisti(2)
- Helmut Brunner, ex slittinista italiano (Stelvio, n. 1961)
- Helmut Thaler, ex slittinista austriaco (Imst, n. 1940)

## Sociologi(1)
- Helmut Schelsky, sociologo tedesco (Chemnitz, n. 1912 - Münster, † 1984)

## Sollevatori(2)
- Helmut Losch, sollevatore tedesco orientale (Barth, n. 1947 - Stralsund, † 2005)
- Helmut Schäfer, sollevatore tedesco (Stoccarda, n. 1908 - Schönaich, † 1994)

## Stilisti(1)
- Helmut Lang, stilista e scultore austriaco (Vienna, n. 1956)

## Teologi(2)
- Helmut Gollwitzer, teologo e scrittore tedesco (Pappenheim, n. 1908 - Berlino, † 1993)
- Helmut Koester, teologo statunitense (Amburgo, n. 1926 - Lexington, † 2016)

## Velocisti(2)
- Helmut Hamann, velocista tedesco (n. 1912 - † 1941)
- Helmut Körnig, velocista tedesco (Głogów, n. 1905 - Dortmund, † 1973)

## Vescovi cattolici(1)
- Helmut Karl Dieser, vescovo cattolico tedesco (Neuwied, n. 1962)

## Violinisti(1)
- Helmut Zacharias, violinista, compositore e conduttore televisivo tedesco (Berlino, n. 1920 - Brissago, † 2002)

## Senza attività specificata(1)
- Helmut Bellingrodt, ex tiratore a segno colombiano (Barranquilla, n. 1949)